# Айн-Халякім (нохія)
Айн-Халякім (араб. ناحية عين حلاقيم) — нохія у Сирії, що входить до складу району Масьяф провінції Хама. Адміністративний центр — м. Айн-Халякім.
| Сирія | Це незавершена стаття з географії Сирії. Ви можете допомогти проєкту, виправивши або дописавши її. |